# Drapeau de Lafayette (Indiana)
Le drapeau de Lafayette, dans l’Indiana aux États-Unis, a été adopté le 9 avril 2007. En 2006, le maire Tony Roswarski a chargé le Conseil des jeunes du maire de concevoir un nouveau drapeau pour la ville. Après plusieurs mois de recherche sur l'histoire de Lafayette, le Conseil des jeunes a finalisé leur conception qui a ensuite été adoptée par le conseil municipal. Le 14 juin 2007, le drapeau a été dévoilé pour la première fois lors d’un concert à Riehle Plaza.

## Symbolisme
Les couleurs rouge, blanc, bleu et or, représentent Lafayette à la fois comme une partie de l’État de l’Indiana mais aussi comme une ville des États-Unis. Les triangles rouges représentent le sacrifice des premiers colons, la stabilité et l’équilibre, et le symbole mathématique delta. La ligne bleue représente la rivière Wabash et symbolise l’histoire économique de Lafayette en tant que ville fluviale. L’étoile d’or représente, en termes de couleur, les récompenses décernées à Lafayette et la couleur du maïs, qui est un produit majeur de la ville. De plus, l’étoile symbolise le nom historique de Lafayette en tant que « Star of the Wabash ». Enfin, le blanc représente la « pureté, la paix et l’intégrité de Lafayette en tant que centre du gouvernement du comté de Tippecanoe ».